# Paullinia
Paullinia er en planteslægt i sæbetræ-familien (Sapindaceae). Den tilhører hovedgruppen af sæbetræplanter – dvs. den store underfamilie Sapindoideae, som omfatter hovedparten af sæbetræ-familiens over 140 slægter. Linné navngav slægten efter den tysk-danske læge og botaniker Simon Paulli (1603-80)